# Casper Kelly
Chris Kelly, detto Casper (...), è uno sceneggiatore, regista e produttore televisivo statunitense.
È noto soprattutto per essere il co-creatore della serie televisiva Your Pretty Face Is Going to Hell, la serie animata Stroker and Hoop e per l'episodio Too Many Cooks di Infomercials.

## Carriera

### Televisione
Dal 1998 ha iniziato a sceneggiare e produrre segmenti e cortometraggi animati per CatDog di Nickelodeon e Thanks a Latte, The Scooby-Doo Project, Cartoon Cartoon Fridays, Night of the Living Doo e What a Cartoon! di Cartoon Network.
Ha iniziato a lavorare per il blocco di programmazione Adult Swim nel 2003, scrivendo elementi aggiuntivi per episodi di Aqua Teen Hunger Force, Harvey Birdman, Attorney at Law e Squidbillies. Nel 2004 ha creato la serie animata Stroker and Hoop assieme a Jeffrey G. Olsen. Nel 2011 ha scritto e diretto due cortometraggi animati: Your Pretty Face Is Going to Hell per Adult Swim e Major Lazer per FXX; il primo è stato rinnovato per una serie televisiva completa in live-action trasmessa dal 2013 al 2019 mentre il secondo ha ricevuto una stagione nel 2015.
Nel 2014 ha creato un episodio speciale intitolato Too Many Cooks, trasmesso sul programma Infomercials di Adult Swim. Il cortometraggio è diventato virale accumulando online oltre due milioni di visualizzazioni entro cinque giorni dalla sua uscita. Nel 2018 ha sviluppato un sequel "spirituale" intitolato Final Deployment 4: Queen Battle Walkthrough che parodia i live streaming sui videogiochi. Ha scritto la sequenza di Cheddar Goblin per il film horror Mandy del 2018, interpretato da Nicolas Cage e Andrea Riseborough.
Kelly ha sceneggiato e diretto il film horror Adult Swim Yule Log, noto anche come The Fireplace, presentato in anteprima l'11 dicembre 2022 su Adult Swim.

### Opere
Kelly, oltre a sceneggiare e dirigere le serie TV, è uno scrittore di fiction. Il suo libro More Stories About Spaceships and Cancer è una raccolta di racconti pubblicata nel 2012. Il suo racconto The Sensitive Person's Joke Book è stato pubblicato sulla rivista web Necessary Fiction.

## Filmografia

### Attore
- Pleasant People, regia di Dave Bonawits (2011)
- Creative Continuity – serie TV, 1 episodio (2015)
- Frankenstein Created Bikers, regia di James Bickert (2016)
- The Cry of Mann – miniserie TV (2017)
- Your Pretty Face Is Going to Hell – serie animata, 2 episodi (2017-2019)
- Final Deployment 4: Queen Battle Walkthrough – speciale televisivo (2018)

### Sceneggiatore
- CatDog – serie animata, 2 episodi (1998)
- Thanks a Latte – cortometraggio (1999)
- The Scooby-Doo Project – cortometraggio (1999)
- Cartoon Cartoon Fridays – serie TV, 4 episodi (2000-2001)
- Night of the Living Doo – cortometraggio (2001)
- What a Cartoon! – serie animata, 1 episodio (2001)
- The Big Game XXIX: Bugs vs. Daffy – speciale televisivo (2001)
- Harvey Birdman, Attorney at Law – serie animata, 2 episodi (2004)
- Stroker and Hoop – serie animata, 13 episodi (2004-2005)
- Sunday Pants – serie animata, 2 episodi (2005)
- The Onion – serie TV, 1 episodio (2010)
- Please Please Pick Up, regia di Casper Kelly (2010)
- Your Pretty Face Is Going to Hell – cortometraggio (2011)
- Major Lazer – cortometraggio (2011)
- Squidbillies – serie animata, 14 episodi (2008-2014)
- Your Pretty Face Is Going to Hell – serie animata, 42 episodi (2013-in corso)
- Too Many Cooks – speciale televisivo (2014)
- Final Deployment 4: Queen Battle Walkthrough – speciale televisivo (2018)
- Danny Ketchup – speciale televisivo (2020)
- Your Pretty Face is Going to Hell: The Cartoon – cortometraggi (2022)
- Adult Swim Yule Log, regia di Casper Kelly (2022)

### Produttore
- The Scooby-Doo Project – cortometraggio (1999)
- Cartoon Cartoon Fridays – serie TV (2000)
- Harvey Birdman, Attorney at Law – serie animata, 1 episodio (2000)
- Night of the Living Doo – cortometraggio (2001)
- The Big Game XXIX: Bugs vs. Daffy – speciale televisivo (2001)
- Your Pretty Face Is Going to Hell – cortometraggio (2011)
- Major Lazer – cortometraggio (2011)
- Final Deployment 4: Queen Battle Walkthrough – speciale televisivo (2018)
- Archer – serie animata, 1 episodio (2019)
- Star Trek: Short Treks – serie TV, 1 episodio (2019)
- Danny Ketchup – speciale televisivo (2020)
- Your Pretty Face is Going to Hell: The Cartoon – cortometraggi (2022)

### Regista
- The Scooby-Doo Project – cortometraggio (1999)
- What a Cartoon! – serie animata, 1 episodio (2001)
- Night of the Living Doo – cortometraggio (2001)
- Please Please Pick Up, regia di Casper Kelly (2010)
- Major Lazer – cortometraggio (2011)
- Your Pretty Face Is Going to Hell – serie animata, 42 episodi (2013-2019)
- Too Many Cooks – speciale televisivo (2014)
- Final Deployment 4: Queen Battle Walkthrough – speciale televisivo (2018)
- Danny Ketchup – speciale televisivo (2020)
- Adult Swim Yule Log, regia di Casper Kelly (2022)

## Premi e riconoscimenti
Webby Award
- 2015 - Nomination per Online Film & Video: Sperimentale & Strano per Too Many Cooks
- 2015 - Miglior Online Film & Video: Sperimentale & Strano per Too Many Cooks